# Manettia
Manettia es un género con 205 especies de plantas con flores perteneciente a la familia Rubiaceae. Es originario de América tropical.

## Descripción
Son enredaderas o lianas; plantas hermafroditas. Con las hojas opuestas, sin domacios; con estípulas interpeciolares y unidas con los pecíolos, persistentes, triangulares o laciniadas. Las flores son axilares, solitarias o en cimas, bracteadas, a veces distilas; limbo calicino 4–8-lobado; la corola tubular-infundibuliforme a hipocrateriforme, blanca a roja, lobos 4, valvares; ovario 2-locular, óvulos numerosos. El fruto una cápsula subglobosa a elipsoide u ovoide, cartácea, las semillas orbiculares, aplanadas, con ala membranácea marginal.

## Especies seleccionadas
- Manettia acutiflora
- Manettia acutifolia
- Manettia alba
- Manettia albert-smithii
- Manettia albiflora
- Manettia angamarcensis
- Manettia angustifolia
- Manettia longipedicellata

## Taxonomía
Manettia fue descrito por José Celestino Mutis ex Carlos Linneo y publicado en Mantissa Plantarum 2: 553–554, 558, en el año 1771. La especie tipo es: Manettia reclinata L. 
Sinonimia
- Lygistum P.Browne (1756), nom. rejic.
- Nacibea Aubl. (1775).
- Guagnebina Vell. (1829).
- Conotrichia A.Rich. (1830).
- Vanessa Raf. (1837).
- Adenothola Lem. (1846).
- Endolasia Turcz. (1848).
- Poederiopsis Rusby (1907).
- Neosabicea Wernham (1914).[3]